# Stokesosauridae
Famille
Taxons de rang inférieur
- † Aviatyrannis ?
- † Eotyrannus
- † Juratyrant
- † Stokesosaurus
- † Tanycolagreus ?

Les Stokesosauridae, ou stokesosauridés, sont une famille éteinte de théropodes tyrannosauroïdes basaux, comprenant au moins trois genres.

## Étymologie
Le terme « Stokesosauridae » dérive du nom du genre type Stokesosaurus, qui signifie « lézard de Stokes » en l'honneur de William Lee Stokes (d) (1915-1994), géologue et paléontologue américain.

## Description
Ils ont vécu du Jurassique supérieur au Crétacé inférieur entre 150 et 130 Ma, leurs fossiles ont été trouvés en Europe et en Amérique du Nord. Contrairement à leurs cousins plus dérivés, ils étaient de taille relativement modeste, atteignant jusqu'à six mètres de long à l'âge adulte.

## Classification
La famille a vu son nom apparaître pour la première fois dans les informations supplémentaires d'une étude de 2017 publiée par Thomas Carr et al., puis dans une étude de 2019 publiée par Wu et al., avant qu'elle ne soit décrite officiellement par Yun et Carr en mars 2020. 
Elle peut être définie comme étant le clade regroupant tous les tyrannosauroïdes davantage apparentés à Stokesosaurus clevelandi qu'à Proceratosaurus bradleyi et Tyrannosaurus rex.

## Publication originale
- (en) Chan-Gyu Yun et Thomas Carr, « Stokesosauridae clade nov., a new family name for a branch of basal tyrannosauroids », Zootaxa, Magnolia Press (d), vol. 4755, no 1,‎ 23 mars 2020, p. 195-196 (ISSN 1175-5334 et 1175-5326, OCLC 49030618, PMID 32230204, DOI 10.11646/ZOOTAXA.4755.1.13, lire en ligne).